# متلازمة الحشائش الزراعية
متلازمة الحشائش الزراعية هي مجموعة السمات المشتركة التي تجعل من أي نبات حشيشًا زراعيًا ناجحًا. قد لا تكون معظم هذه السمات أنماطًا ظاهرية في حد ذاتها، وإنما طرق للتكيف السريع. مثل تراكم النباتات ذات الأصول المختلفة المجهزة جيدًا أو الغازية، والأعشاب المحلية الناجحة، والأعشاب الهامشية الناجحة إلى حد ما، والأعشاب من أماكن أخرى، وأي خصائص أخرى تسمح للنباتات بالمنافسة في بيئة تتمتع بدرجة عالية من الإدارة البشرية. وقد تكون بعض سمات المتلازمة هي في حد ذاتها سمات نمطية.

## سمات المتلازمة
تتمثل السمات الرئيسية لمتلازمة الحشائش الزراعية في:
- النمو السريع.[2]
- الاستخدام الفعال للعناصر الغذائية.[2]
- سكون البذور.[2][3]
- نثر البذور بشكل فعال.[2]
- تقليد فافيلوفيان، والذي يتضمن إدخال أليلات المحاصيل إذا كان هناك أقارب قريبين للمحصول.[3]
- مقاومة مبيدات الأعشاب.[2]
- دورة حياة قصيرة.[3]
- خصوبة عالية.[3]

إن بعض هذه هي عكس سمات التدجين.

## تطور
لا تتوفر لدينا معلومات كافية حول المساهمة الدقيقة للطفرات وأنواع الطفرات الخاصة والتنوع الجيني الموجود مسبقًا والجينات المحددة والتدخل في اكتساب المتلازمة. ومن غير المعروف أيضًا ما إذا كان بإمكاننا تمييز التغيرات الجينية للتكيف مع أنظمة إدارة الحشائش المختلفة في أوقات مختلفة. قد تنتج أليلات التدجين في بعض الحالات أعشابًا أكثر حشائشًا من النبات الأصلي الذي اشتُقت منه، حيث يُعتبر الفجل البري في ولاية كاليفورنيا على سبيل المثال أكثر عدوانية من الفجل البري على الرغم من كونه مجرد مزيج من سلالات الفجل.
ساهم الصنف الأليلي الموجود مسبقًا والذي أصبح فجأة أكثر تكيفًا عندما ظهرت البيئة المزروعة على الأرجح في نجاح نباتات مثل الزوان الخشن، وخاصة التطور السريع لمقاومة مبيدات الأعشاب. ومن ناحية أخرى، قد تكون الطفرات الجديدة هي المصدر لمقاومة مبيدات الأعشاب في النباتات التي طورت مجتمعاتهما معا في جميع أنحاء العالم مقاومة لتسع أنماط من العمل.
تكون بعض الحشائش هي نفسها من نسل المحاصيل، في حين أن بعضها لا علاقة له بأي نوع مزروع. وتكون أصول تلك الأنواع التي تنشأ من الأصناف مفهومة بشكل مختلف أفضل وأسوأ، فعلى سبيل المثال تُعرف حشائش دوار الشمس جيدًا بأنها أنواع هجينة برية أو مستنبتة، بينما يُعرف الأرز الأسيوي وعشب الشيلم المزروع كمحاصيل برية بحتة. لقد خضعت حشائش الشمندر للدراسة بشكل كبير ولا تزال هناك حاجة إلى مزيد من التحليل، وعلى الطرف الآخر من الطيف نجد سلالات السورغم الحلبي، والسلالات العشبية من الذرة البيضاء، المتجانسات العشبية من الذرة البيضاء ثنائية اللون المزروعة التي لها تاريخًا معقدًا مع عمليات التهجين لا تزال جميعها غير مدروسة. بدأت محاصيل الذرة الصفراء في الآونة الأخيرة، وبدءًا من عام 2020 تغزو إسبانيا وفرنسا، وقد ظهر اختبار الحمض النووي للذرة الصفراء الأسبانية أنها سلالة وسيطة بين سلالات الذرة الموسمية والذرة المكسيكية الدائمة.

## أمثلة
- نبات عصا الراعي
- نبات لسان الحمل السهمي
- نبات النعيمة الحمراء
- نبات الشيخة الشائعة
- نبات القبأ الحولي[1]
- نبات الأرز الأحمر
- حشائش السورغم، ومن بينها السورغم الحلبي[3]